# Ciclo di Rankine a vapore surriscaldato

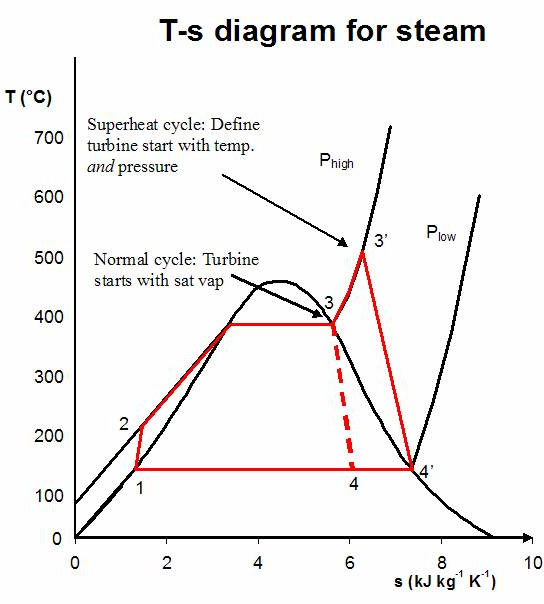
Rappresentazione di un ciclo di Hirn sul diagramma T-s per l'acqua

Il ciclo di Rankine con surriscaldamento, detto anche ciclo di Hirn, è un ciclo termodinamico a vapore acqueo di tipo diretto, che mostra uno schema d'impianto simile a quello di Rankine semplice, fatta eccezione per il generatore di vapore nel quale è aggiunta una zona di surriscaldamento. Il ciclo di Hirn complessivo può essere visto come la composizione di due cicli che lavorano in parallelo: il primo è il ciclo di Rankine semplice di partenza (12341 in figura), mentre il secondo, alla sua destra e con la forma che ricorda quella di un dente, è il ciclo di surriscaldamento aggiunto (33’4’43 in figura). In simboli, ⟳H = ⟳R + ⟳Surr.

## Fasi della somministrazione di calore all'acqua
L’acqua allo stato fisico 1 di liquido saturo viene compressa da una pompa idraulica (trasformazione 1-->2). L’acqua esce dalla pompa allo stato fisico 2 di liquido compresso ed entra nel generatore di vapore, dove subisce una trasformazione isobara (2-->3') assorbendo calore a pressione p2 (phigh in figura). Tale processo può essere spezzato in tre fasi:
1. riscaldamento del liquido a pressione p2, fino alla temperatura di saturazione;
2. vaporizzazione completa;
3. surriscaldamento del vapore, che passa da uno stato fisico di vapore saturo secco (3) ad uno di vapore surriscaldato (3’), sempre a pressione p2.

Le prime due fasi sono caratteristiche anche del ciclo di Rankine semplice, mentre la terza solamente del ciclo di Hirn (nome dato al ciclo di Rankine con surriscaldamento).
Tutte e tre le fasi avvengono lungo la stessa curva isobara, cioè a pressione costante.

## Vantaggi e svantaggi
Operando a pressione costante, rispetto ad un normale ciclo di Rankine tra le stesse pressioni di condensazione e di vaporizzazione, il surriscaldamento permette di ottenere valori di titolo di vapore più elevati a fine espansione: con un titolo inferiore a 0,88 le gocce liquide presenti nel vapore saturo sarebbero in quantità tale da provocare danni alle palettature di bassa pressione della turbina per effetto dell'erosione.
Solitamente in ambito accademico si assume il titolo di vapore minimo come 0,8 per un corretto funzionamento senza danni alla turbina.
Questo surriscaldamento ha altri aspetti vantaggiosi sul ciclo: permette, infatti, di raggiungere un maggior rendimento termodinamico e di diminuire il consumo specifico di vapore (a parità di portata di fluido motore, si ottiene una maggior potenza meccanica netta).
Questi benefici aumentano all'aumentare della temperatura massima di surriscaldamento del vapore. Quest'ultima è tuttavia soggetta sia a vincoli di tipo economico, a causa della resa che ha una crescita non lineare, sia a vincoli legati ai materiali d'impiego. Tali vincoli fanno sì che essa sia limitata superiormente da un valore intorno ai 620 °C. Sebbene sia possibile produrre impianti che sopportino temperature anche superiori, l'esiguo aumento di rendimento ottenibile non ripagherebbe i costi di investimento necessari.
In un unico ciclo possono essere presenti anche tre o quattro surriscaldamenti, ciascuno seguito dal ritorno in turbina.